# A Falkland-szigetek zászlaja
A brit kék felségjelzés repülőrészének közepén megjelenő jelvényen az a címer látható, amelyet 1948. szeptember 29-én adományoztak. A füvön álló kos azt jelzi, hogy a szigetek legfontosabb terméke a gyapjú. A hajó a Desire, amelyet John Davis kapitány irányított, amikor 1592-ben felfedezte a Falkland-szigeteket. A vitorláján megjelenő öt csillag a Dél keresztje.